# Bahnstrecke Settle–Carlisle
| Ribblehead-Viadukt im oberen Ribblesdale |                      |                                                |                                                |
| |                      |                                                |                                                |
| Streckenlänge: | 115,47 km            |                                                |                                                |
| Spurweite: | 1435 mm (Normalspur) |                                                |                                                |
| Maximale Neigung: | 10 ‰                 |                                                |                                                |
| Streckengeschwindigkeit: | 97 km/h              |                                                |                                                |
| Zweigleisigkeit: | ja                   |                                                |                                                |
| |                      |                                                |                                                |
| \| \| \| von Glasgow \| \| \| \| 60m 35ch \| Carlisle \| Carlisle \| \| \| \| nach Barrow und nach London \| \| \| \| 59m 26ch 307m 12ch \| nach Newcastle \| nach Newcastle \| \| \| \| Scotby (geschlossen 1942) \| \| \| \| \| Cumwhinton (geschlossen 1956) \| \| \| \| \| Cotehill (geschlossen 1952) \| \| \| \| 298m 09ch \| Armathwaite \| Armathwaite \| \| \| \| Armathwaite-Tunnel (297 m) \| \| \| \| \| Baron-Wood-Tunnel 2 (230 m) \| \| \| \| \| Baron-Wood-Tunnel 1 (189 m) \| \| \| \| 292m 50ch \| Lazonby and Kirkoswald \| Lazonby and Kirkoswald \| \| \| \| Lazonby-Tunnel (91 m) \| \| \| \| \| Little Salkeld (geschlossen 1970) \| \| \| \| 288m 23ch \| Langwathby \| Langwathby \| \| \| \| Waste-Bank-Tunnel (150 m) \| \| \| \| \| Culgaith-Tunnel (604 m) \| \| \| \| \| Culgaith (geschlossen 1970) \| \| \| \| \| New Biggin (geschlossen 1970) \| \| \| \| \| Long Marton (geschlossen 1970) \| \| \| \| \| Eden Valley Line (Penrith–Kirkby Stephen Ost) \| \| \| \| \| zur Eden Valley Line \| \| \| \| 277m 22ch \| Appleby \| Appleby \| \| \| \| Ormside-Viadukt (183 m) \| \| \| \| \| Ormside (geschlossen 1952) \| \| \| \| \| Helm-Tunnel (522 m) \| \| \| \| \| Crosby Garrett Viaduct (100 m) \| \| \| \| \| Crosby Garrett (geschlossen 1956) \| \| \| \| \| Crosby-Garrett-Tunnel (166 m) \| \| \| \| \| Smardale-Viadukt (217 m) \| \| \| \| \| von Tebay nach Darlington \| \| \| \| 266m 44ch \| Kirkby Stephen \| Kirkby Stephen \| \| \| \| Birkett-Tunnel (388 m) \| \| \| \| \| Ais Gill Summit \| \| \| \| \| Shotlock-Hill-Tunnel (97 m) \| \| \| \| \| Moorcock-Tunnel (90 m) \| \| \| \| \| Dandry Mire/Moorcock-Viadukt (208 m) \| \| \| \| \| von Northallerton \| \| \| \| 256m 55ch \| Garsdale Station (ursprünglich Hawes Junction) \| Garsdale Station (ursprünglich Hawes Junction) \| \| \| \| Risehill-Tunnel (1109 m) \| \| \| \| 253m 32ch \| Dent \| Dent \| \| \| \| Artengill-Viadukt (201 m) \| \| \| \| \| Dent-Head-Viadukt (182 m) \| \| \| \| \| Blea-Moor-Tunnel (2404 m) \| \| \| \| \| Ribblehead-Viadukt (402 m) \| \| \| \| 247m 20ch \| Ribblehead \| Ribblehead \| \| \| 242m 43ch \| Horton in Ribblesdale \| Horton in Ribblesdale \| \| \| \| Stainforth-Tunnel (110 m) \| \| \| \| 236m 40ch \| Settle \| Settle \| \| \| 234m 44ch \| von Lancaster \| von Lancaster \| \| \| \| Settle Junction (1876–1877) \| \| \| \| \| nach Leeds \| \| |                      |                                                |                                                |
| Strecke |                      | von Glasgow                                    | von Glasgow                                    |
| Bahnhof | 60m 35ch             | Carlisle                                       | Carlisle                                       |
| Abzweig geradeaus und nach rechts |                      | nach Barrow und nach London                    | nach Barrow und nach London                    |
| Abzweig geradeaus und nach links | 59m 26ch 307m 12ch   | nach Newcastle                                 | nach Newcastle                                 |
| ehemaliger Haltepunkt / Haltestelle |                      | Scotby (geschlossen 1942)                      | Scotby (geschlossen 1942)                      |
| ehemaliger Haltepunkt / Haltestelle |                      | Cumwhinton (geschlossen 1956)                  | Cumwhinton (geschlossen 1956)                  |
| ehemaliger Haltepunkt / Haltestelle |                      | Cotehill (geschlossen 1952)                    | Cotehill (geschlossen 1952)                    |
| Haltepunkt / Haltestelle | 298m 09ch            | Armathwaite                                    | Armathwaite                                    |
| Tunnel |                      | Armathwaite-Tunnel (297 m)                     | Armathwaite-Tunnel (297 m)                     |
| Tunnel |                      | Baron-Wood-Tunnel 2 (230 m)                    | Baron-Wood-Tunnel 2 (230 m)                    |
| Tunnel |                      | Baron-Wood-Tunnel 1 (189 m)                    | Baron-Wood-Tunnel 1 (189 m)                    |
| Haltepunkt / Haltestelle | 292m 50ch            | Lazonby and Kirkoswald                         | Lazonby and Kirkoswald                         |
| Tunnel |                      | Lazonby-Tunnel (91 m)                          | Lazonby-Tunnel (91 m)                          |
| ehemaliger Haltepunkt / Haltestelle |                      | Little Salkeld (geschlossen 1970)              | Little Salkeld (geschlossen 1970)              |
| Haltepunkt / Haltestelle | 288m 23ch            | Langwathby                                     | Langwathby                                     |
| Tunnel |                      | Waste-Bank-Tunnel (150 m)                      | Waste-Bank-Tunnel (150 m)                      |
| Tunnel |                      | Culgaith-Tunnel (604 m)                        | Culgaith-Tunnel (604 m)                        |
| ehemaliger Haltepunkt / Haltestelle |                      | Culgaith (geschlossen 1970)                    | Culgaith (geschlossen 1970)                    |
| ehemaliger Haltepunkt / Haltestelle |                      | New Biggin (geschlossen 1970)                  | New Biggin (geschlossen 1970)                  |
| ehemaliger Haltepunkt / Haltestelle |                      | Long Marton (geschlossen 1970)                 | Long Marton (geschlossen 1970)                 |
| Kreuzung geradeaus unten (Querstrecke außer Betrieb) |                      | Eden Valley Line (Penrith–Kirkby Stephen Ost)  | Eden Valley Line (Penrith–Kirkby Stephen Ost)  |
| Abzweig geradeaus und von links |                      | zur Eden Valley Line                           | zur Eden Valley Line                           |
| Bahnhof | 277m 22ch            | Appleby                                        | Appleby                                        |
| Brücke |                      | Ormside-Viadukt (183 m)                        | Ormside-Viadukt (183 m)                        |
| ehemaliger Haltepunkt / Haltestelle |                      | Ormside (geschlossen 1952)                     | Ormside (geschlossen 1952)                     |
| Tunnel |                      | Helm-Tunnel (522 m)                            | Helm-Tunnel (522 m)                            |
| Brücke |                      | Crosby Garrett Viaduct (100 m)                 | Crosby Garrett Viaduct (100 m)                 |
| ehemaliger Haltepunkt / Haltestelle |                      | Crosby Garrett (geschlossen 1956)              | Crosby Garrett (geschlossen 1956)              |
| Tunnel |                      | Crosby-Garrett-Tunnel (166 m)                  | Crosby-Garrett-Tunnel (166 m)                  |
| Brücke |                      | Smardale-Viadukt (217 m)                       | Smardale-Viadukt (217 m)                       |
| Kreuzung geradeaus oben (Querstrecke außer Betrieb) |                      | von Tebay nach Darlington                      | von Tebay nach Darlington                      |
| Haltepunkt / Haltestelle | 266m 44ch            | Kirkby Stephen                                 | Kirkby Stephen                                 |
| Tunnel |                      | Birkett-Tunnel (388 m)                         | Birkett-Tunnel (388 m)                         |
| Kulminations-/Scheitelpunkt |                      | Ais Gill Summit                                | Ais Gill Summit                                |
| Tunnel |                      | Shotlock-Hill-Tunnel (97 m)                    | Shotlock-Hill-Tunnel (97 m)                    |
| Tunnel |                      | Moorcock-Tunnel (90 m)                         | Moorcock-Tunnel (90 m)                         |
| Brücke |                      | Dandry Mire/Moorcock-Viadukt (208 m)           | Dandry Mire/Moorcock-Viadukt (208 m)           |
| Abzweig geradeaus und ehemals von links |                      | von Northallerton                              | von Northallerton                              |
| Bahnhof | 256m 55ch            | Garsdale Station (ursprünglich Hawes Junction) | Garsdale Station (ursprünglich Hawes Junction) |
| Tunnel |                      | Risehill-Tunnel (1109 m)                       | Risehill-Tunnel (1109 m)                       |
| Haltepunkt / Haltestelle | 253m 32ch            | Dent                                           | Dent                                           |
| Brücke |                      | Artengill-Viadukt (201 m)                      | Artengill-Viadukt (201 m)                      |
| Brücke |                      | Dent-Head-Viadukt (182 m)                      | Dent-Head-Viadukt (182 m)                      |
| Tunnel |                      | Blea-Moor-Tunnel (2404 m)                      | Blea-Moor-Tunnel (2404 m)                      |
| Brücke |                      | Ribblehead-Viadukt (402 m)                     | Ribblehead-Viadukt (402 m)                     |
| Haltepunkt / Haltestelle | 247m 20ch            | Ribblehead                                     | Ribblehead                                     |
| Haltepunkt / Haltestelle | 242m 43ch            | Horton in Ribblesdale                          | Horton in Ribblesdale                          |
| Tunnel |                      | Stainforth-Tunnel (110 m)                      | Stainforth-Tunnel (110 m)                      |
| Bahnhof | 236m 40ch            | Settle                                         | Settle                                         |
| Abzweig geradeaus und von rechts | 234m 44ch            | von Lancaster                                  | von Lancaster                                  |
| ehemaliger Haltepunkt / Haltestelle |                      | Settle Junction (1876–1877)                    | Settle Junction (1876–1877)                    |
| Strecke |                      | nach Leeds                                     | nach Leeds                                     |

Die Bahnstrecke Settle–Carlisle ist eine 117 Kilometer lange Eisenbahnstrecke im Norden Englands, die in den 1870er Jahren gebaut wurde. Abgesehen von gelegentlichen Umleitungen, zum Beispiel wegen Sperrung der West Coast Main Line, werden alle Personenzüge von Northern Rail betrieben.
Die Strecke verläuft durch abgelegene Regionen der Yorkshire Dales und der nördlichen Pennines. Sie gilt als die landschaftlich reizvollste Strecke in England. Die dramatischen Umstände ihrer Planung und ihres Baus haben dazu geführt, dass sie als einer der Höhepunkte von Unternehmertum und Ingenieurkunst im Viktorianischen Zeitalter angesehen wird.
Die Strecke zweigt etwa zwei Kilometer südlich von Settle von der Eisenbahnstrecke Leeds–Morecambe ab und führt bis nach Carlisle nahe der Grenze zu Schottland. Unterwegs berührt sie Appleby-in-Westmorland sowie mehrere kleinere Orte.

## Vorgeschichte
Die Ursprünge der Settle–Carlisle Line sind auf die Konkurrenzsituation zwischen der Midland Railway (MR) und der London and North Western Railway (LNWR) zurückzuführen. Die MR wollte nach Norden expandieren, konnte sich aber nicht mit der LNWR über eine Mitbenutzung von deren Gleisen nach Schottland einigen.

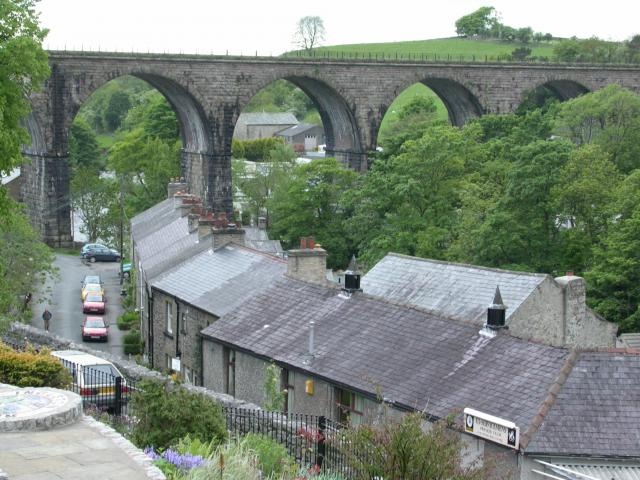
Der Viadukt in Ingleton

Der bestehende Zugang der Midland Railway nach Schottland erfolgte über die Strecke der North Western Railway (NWR) nach Ingleton. Von dort bis zum Anschluss an die Lancaster and Carlisle Railway in Low Gill und weiter nach Carlisle wurde die Strecke von der rivalisierenden LNWR kontrolliert. Obwohl bautechnisch miteinander verbunden, waren beide Strecken zunächst betrieblich getrennt, da sich LNWR und Midland Railway nicht auf eine gemeinsame Benutzung des Bahnhofs Ingleton einigen konnten. Stattdessen endeten die Züge der LNWR an einem separaten Bahnhof am anderen Ende des Viadukts von Ingleton, und die Fahrgäste mussten auf einem steilen Weg etwa eine Meile zwischen den beiden Bahnhöfen laufen.
Schließlich wurde eine Übereinkunft über den Zugang zum Bahnhof erzielt, und die Midland Railway konnte in Ingleton Kurswagen an die Züge der LNWR anhängen. Jetzt konnten die Fahrgäste ihre Reise nach Norden fortsetzen, ohne den Zug zu verlassen. Aber die Situation war immer noch weit vom Idealzustand entfernt, da die LNWR die Kurswagen ihres Konkurrenten bewusst behinderte, indem man sie zum Beispiel an langsame Güterzüge statt an schnelle Personenzüge anhängte.
Die Strecke über Ingleton ist heute geschlossen, aber die größeren Bauwerke wie die Viadukte über den Low Gill und in Ingleton sind erhalten geblieben. Es war eine solide gebaute Strecke, die optimal für Expresszüge geeignet war, aber ihr Potenzial konnte aufgrund der Rivalität zwischen der Midland Railway und der LNWR niemals wirklich genutzt werden. Schließlich entschied der Vorstand der MR, dass die einzig sinnvolle Lösung eine eigene Strecke nach Schottland war. Die Vermessungsarbeiten begannen 1865, und im Juni 1866 stimmte das Parlament dem Plan zu. Wenig später jedoch führte der Konkurs der Overend-Gurney-Bank zu einer Finanzkrise im Vereinigten Königreich. Die Zinssätze stiegen dramatisch, und eine Reihe von Eisenbahngesellschaften mussten Insolvenz anmelden. Veranlasst durch eine Revolte der Aktionäre änderte der Vorstand der Midland Railway seine Meinung über das Projekt, dessen Kosten auf 2,3 Millionen Pfund geschätzt wurden. Noch vor Beginn der Arbeiten beantragte die Gesellschaft daher im April 1869 eine Aufhebung des Parlamentsbeschlusses. Dieser Antrag wurde im Parlament jedoch abgelehnt, und die Arbeiten begannen im November des gleichen Jahres.

## Bau

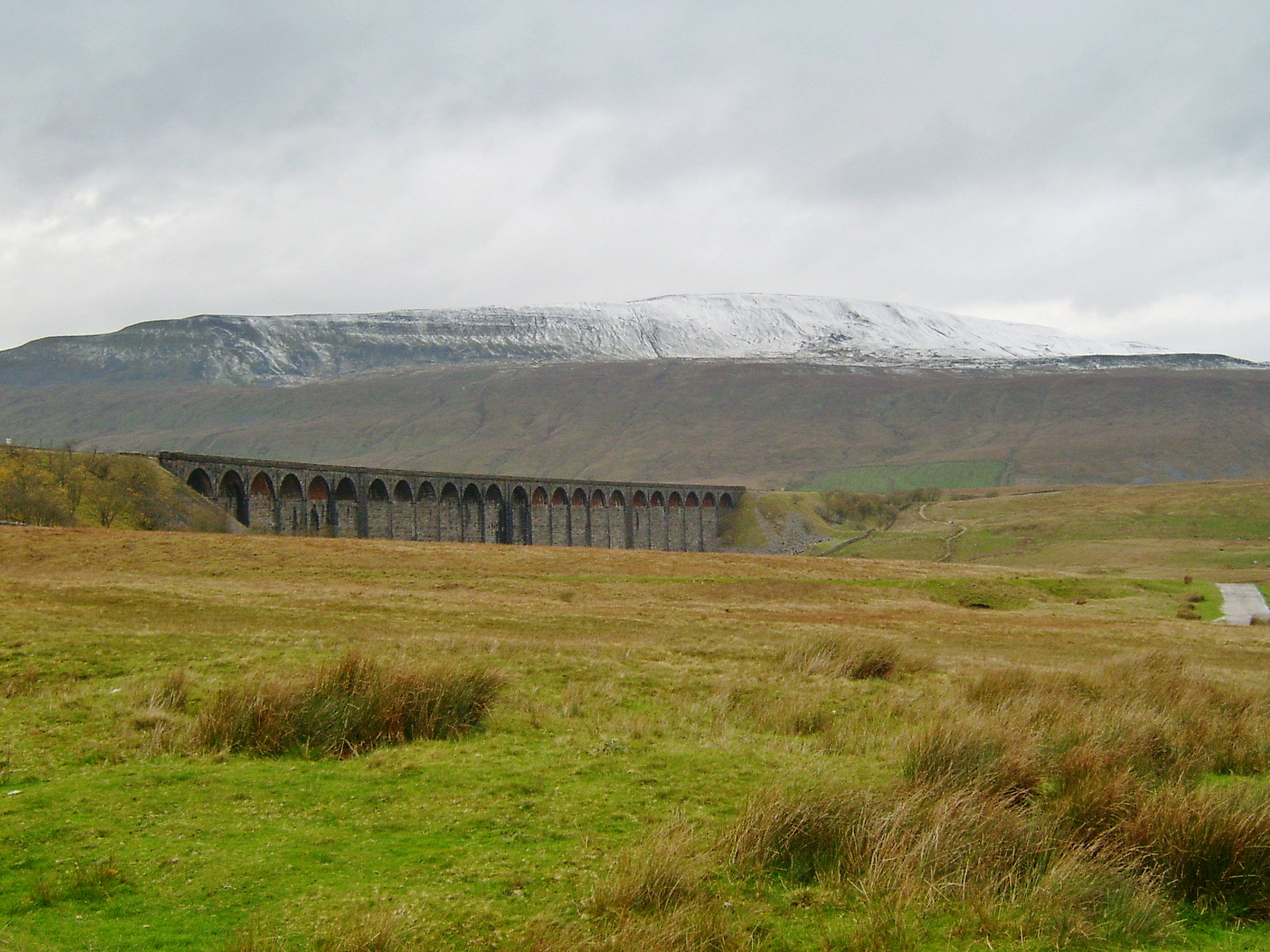
Ribblehead-Viadukt mit Whernside im Hintergrund

Die Strecke wurde von mehr als 6000 Arbeitern gebaut, darunter viele Iren. Sie arbeiteten unter widrigen Wetterbedingungen und verrichteten auch schwere Erdarbeiten mit der Hand. Zu ihrer Unterbringung wurden große Lager errichtet. Um die Auswirkungen von Gewalttätigkeiten unter Alkoholeinfluss in der einsamen Gegend zu bekämpfen, wurden sogar öffentliche Bibellesungen von der Midland Railway bezuschusst. Die Arbeiterlager glichen kleinen Städten. Sie besaßen eigene Postämter und Schulen und trugen Namen wie Inkerman, Sewastopol und Jericho. Die Überreste eines dieser Lager, Batty Green, wo mehr als 2000 Arbeiter untergebracht waren, sind bei Ribblehead zu sehen.
Eine Tafel in der Kirche des nahe gelegenen Weilers Chapel-le-Dale erinnert an die Arbeiter, die während des Baus der Bahnstrecke durch Krankheiten und Unfälle starben. Ihre genaue Zahl ist nicht bekannt, aber allein in Batty Green starben 80 Menschen bei einer Pockenepidemie. Auf dem Friedhof von Outhgill in Mallerstang wurde 1997 ein Gedenkstein für die 25 Männer, Frauen und Kinder errichtet, die während des Baus dieses Streckenabschnitts starben und in anonymen Gräbern beigesetzt worden waren.
Das durchquerte Gelände zählt zu den unwirtlichsten und ausgesetztesten Regionen Englands, und der Bau wurde für Monate am Stück durch Bodenfrost, Schneeverwehungen und Überschwemmungen der Baustellen aufgehalten. Ein beteiligter Bauunternehmer musste aufgeben, weil er das Gelände und das Wetter unterschätzt hatte – in Dent Head fällt jährlich fast viermal so viel Niederschlag wie in London.

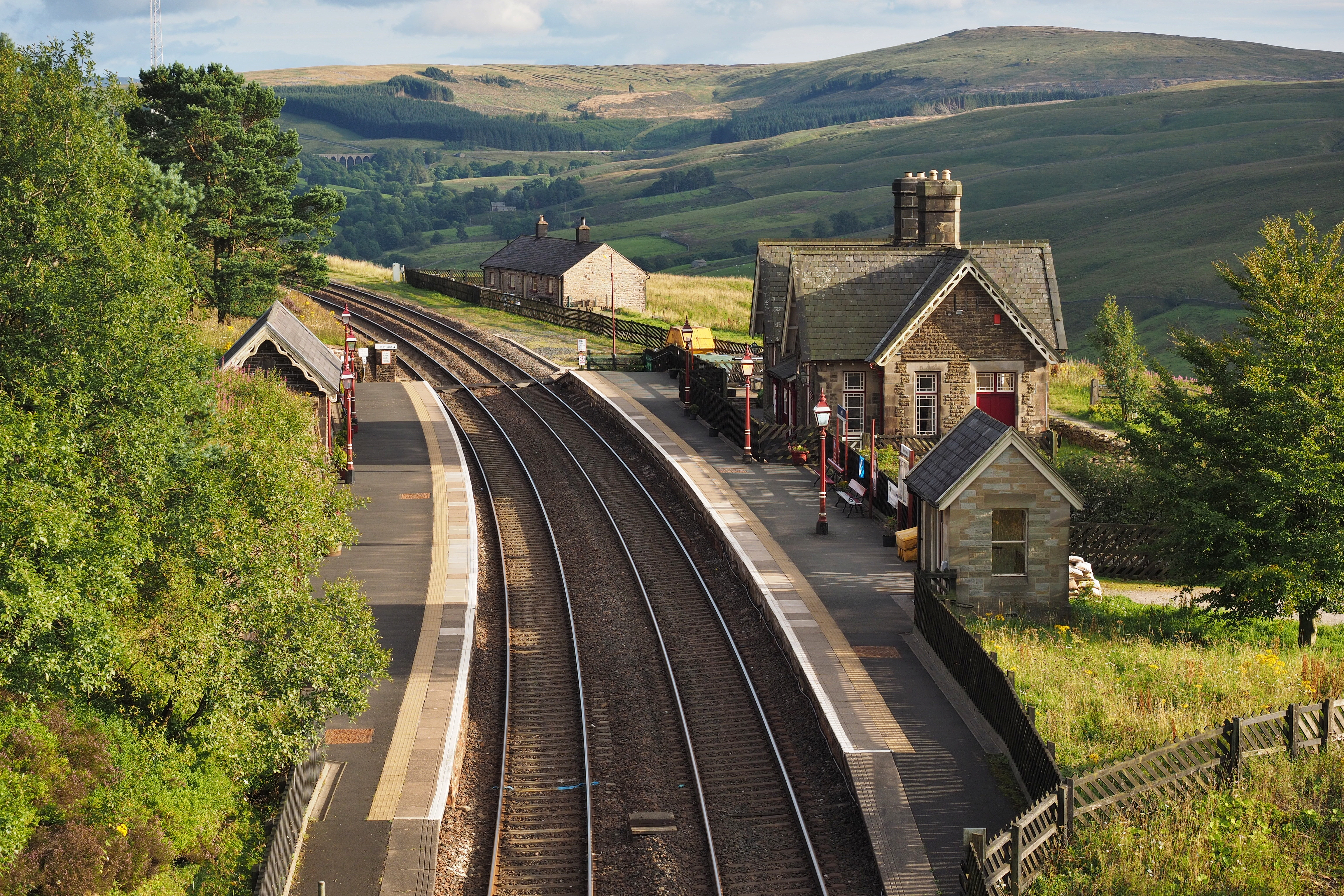
Bahnhof Dent

Die Strecke wurde durchgängig für Expresszüge trassiert. Lokaler Verkehr war zweitrangig; da die Strecke über die Höhenzüge führt, liegen viele Bahnhöfe mehrere Meilen weit von den Dörfern entfernt, nach denen sie benannt sind. Der Scheitelpunkt der Strecke in Ais Gill, nördlich von Garsdale, ist mit 356 Metern über dem Meeresspiegel der höchste Punkt einer Hauptstrecke in England. 
Um ein schnelles Fahren mit Dampflokomotiven zu ermöglichen, wurden die Steigungen auf 10 Promille begrenzt. Der 26 Kilometer lange Abschnitt von Settle Junction nach Blea Moor ist fast durchgängig mit dieser Neigung trassiert und war bei den Lokomotivführern als the long drag (deutsch: „der lange Anstieg“) bekannt.
Neben umfangreichen Erdarbeiten mussten 14 Tunnel und 22 Viadukte angelegt werden. Der bedeutendste Viadukt ist der Ribblehead-Viadukt mit 24 Bögen, 32 m Höhe und 402 m Länge. Wegen des sumpfigen Untergrunds mussten dessen Pfeiler in 8 m Tiefe auf Beton gegründet werden.
Nördlich des Viadukts führt die Strecke durch den Blea-Moor-Tunnel, der 2402 m lang ist und bis zu 152 m Überdeckung aufweist, bevor sie den Dent-Head-Viadukt überquert. In Garsdale gab es Wassertröge zwischen den Schienen, aus denen die Dampflokomotiven ihre Vorräte während der Durchfahrt ergänzen konnten, ohne anzuhalten.

## Betrieb
Die Strecke wurde im August 1875 für den Güterverkehr eröffnet, die ersten Personenzüge fuhren im April 1876. Die Baukosten beliefen sich schließlich auf 3,6 Millionen Pfund – 50 Prozent über dem Voranschlag und zur damaligen Zeit eine große Summe.
Eine Zeit lang beherrschte die Midland Railway den Markt für den Verkehr London–Glasgow und bot mehr Züge am Tag an als ihre Konkurrenz. Aber 1923 wurde die MR mit der LNWR und zahlreichen kleineren Bahngesellschaften zur London, Midland and Scottish Railway (LMS) vereinigt. In der vereinigten Gesellschaft machten sich die Nachteile der Settle–Carlisle Line gegenüber der West Coast Main Line klar bemerkbar. Die Fahrzeit von London nach Glasgow war länger, was nicht nur auf die längere Strecke und die größeren Steigungen zurückzuführen war, sondern auch auf mehr Zwischenhalte, um größere Städte in den Midlands und in Yorkshire zu bedienen. In der Vergangenheit hatte die Midland Railway diesen Nachteil durch Einsatz von besonders komfortablem Rollmaterial ausgleichen können, aber dieser Vorteil entfiel in der vereinigten Gesellschaft.
Nach der Verstaatlichung 1948 beschleunigte sich der Niedergang. Man betrachtete die Strecke als überflüssig, und da die Kontrolle der Verbindung London–Glasgow auf verschiedene Betriebsregionen verteilt war, erwies sich die Planung durchgehender Verbindungen als schwierig. Bodensenkungen durch Bergbau beeinträchtigten die möglichen Geschwindigkeiten in den East Midlands und in Yorkshire. Zum Beispiel brauchte 1962 der Themse-Clyde-Express über die Settle–Carlisle Line fast 9 Stunden von London nach Glasgow – über die West Coast Main Line betrug die Reisezeit nur 7 Stunden und 20 Minuten.
Der Beeching-Report von 1963 über die Restrukturierung von British Rail empfahl die Einstellung des gesamten Personenverkehrs auf der Strecke. Einige kleinere Stationen waren schon in den 1950er Jahren geschlossen worden. Beechings Empfehlungen für die Strecke wurden zunächst nicht umgesetzt, aber im Mai 1970 wurden alle Bahnhöfe außer Settle und Appleby geschlossen und der Nahverkehr auf zwei Zugpaare am Tag reduziert.
Neben dem Güterverkehr gab es noch einige Expresszüge: Der Waverley von London St Pancras über Nottingham und die Waverley Line nach Edinburgh Waverley endete 1968, während der wichtigere Themse-Clyde-Express von London nach Glasgow Central über Leicester bis 1975 fuhr. Schlafwagenzüge von London nach Glasgow verkehrten bis 1976. Schließlich wurde der Lauf der Fernzüge (drei Züge pro Tag und Richtung) auf Glasgow–Nottingham gekürzt, bevor sie im Mai 1982 ganz eingestellt wurden.

## Drohende Stilllegung

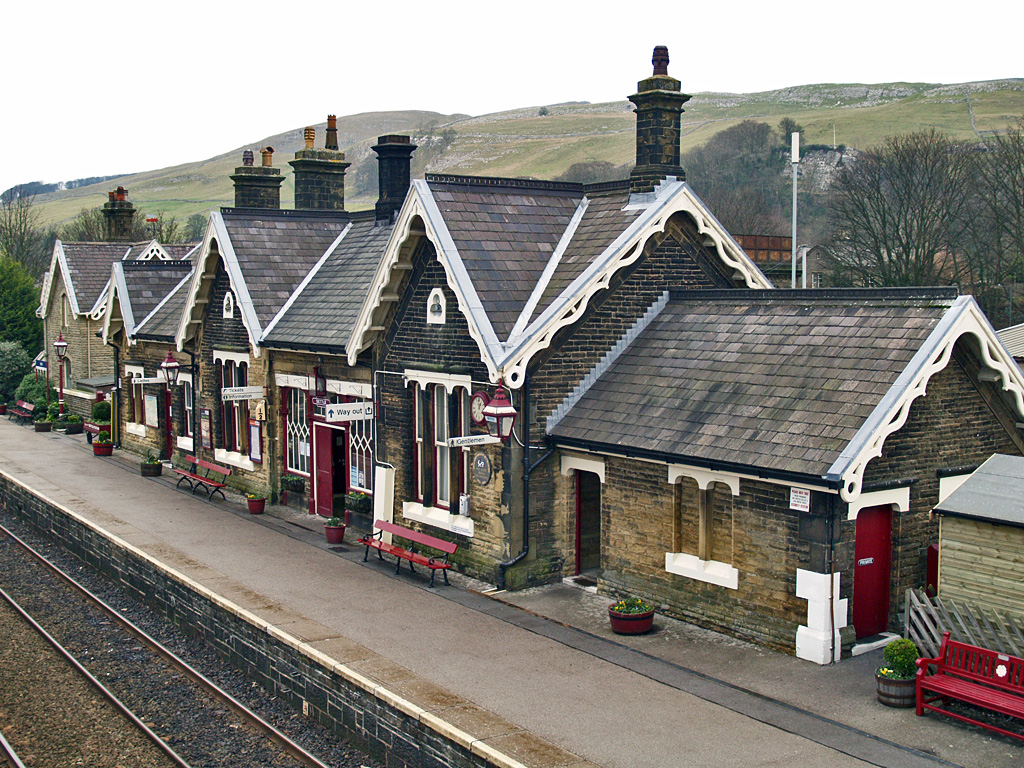
Bahnhof Settle

Während der 1970er Jahre litt die Settle–Carlisle Line unter ausbleibenden Investitionen, worunter der bauliche Zustand vieler Viadukte und Tunnel erheblich litt. Der größte Teil des Güterverkehrs wurde auf die West Coast Main Line verlegt, die 1975 bis nach Glasgow elektrifiziert worden war. Die einzige gute Nachricht kam von den DalesRail-Fahrten, die seit 1974 an den Wochenenden im Sommer einige der geschlossenen Bahnhöfe bedienten. Diese wurden von der Yorkshire Dales National Park Authority organisiert, um Besucher des Nationalparks zur Anreise mit dem Zug zu bewegen.
In den frühen 1980er Jahren gab es auf der Strecke nur noch rund fünf Zugpaare am Tag, und British Rail entschied, dass die Kosten für die Reparatur von Brücken und Tunneln angesichts des geringen Verkehrsaufkommens zu hoch seien. 1981 wurde eine Bürgerinitiative gegründet, die Friends of the Settle-Carlisle Line (FoSCL). Diese Gruppe begann mit dem Kampf gegen die Schließung der Strecke, noch bevor sie offiziell angekündigt wurde.
Im Dezember 1983 wurde das Stilllegungsverfahren offiziell eingeleitet. Anliegergemeinden und Eisenbahnfreunde begannen jedoch eine gemeinsame Kampagne zur Rettung der Settle-Carlisle Line. Sie wiesen darauf hin, dass British Rail den möglichen Nutzen der Strecke für den Tourismus ignorierte, die Notwendigkeit einer Umleitungsstrecke für die West Coast Main Line übersah und es versäumte, den Durchgangsverkehr von den Midlands und Yorkshire nach Schottland zu fördern.
Es gab heftige Kritik an den Schließungsplänen. Kritiker wiesen darauf hin, dass dies eine Hauptstrecke sei. Es gelang, überzeugende Beweise zu liefern, dass British Rail die Schließung der Strecke mit unsauberen Mitteln vorantrieb, indem die Reparaturkosten übertrieben wurden (allein für den Ribblehead-Viadukt wurden 6 Millionen Pfund genannt) und der Verkehr vorsätzlich um die Strecke herum geleitet wurde.
Der Erfolg dieser Berichte über die Taktik von British Rail war eine starke Zunahme des Verkehrsaufkommens. Die Zahl der beförderten Personen stieg von 93.000 im Jahr 1983 auf 450.000 im Jahr 1989. Die Kampagne führte dazu, dass die Regierung 1989 die Schließung der Strecke ablehnte und British Rail mit der Sanierung der verfallenden Tunnel und Viadukte begann.

## Die Strecke heute

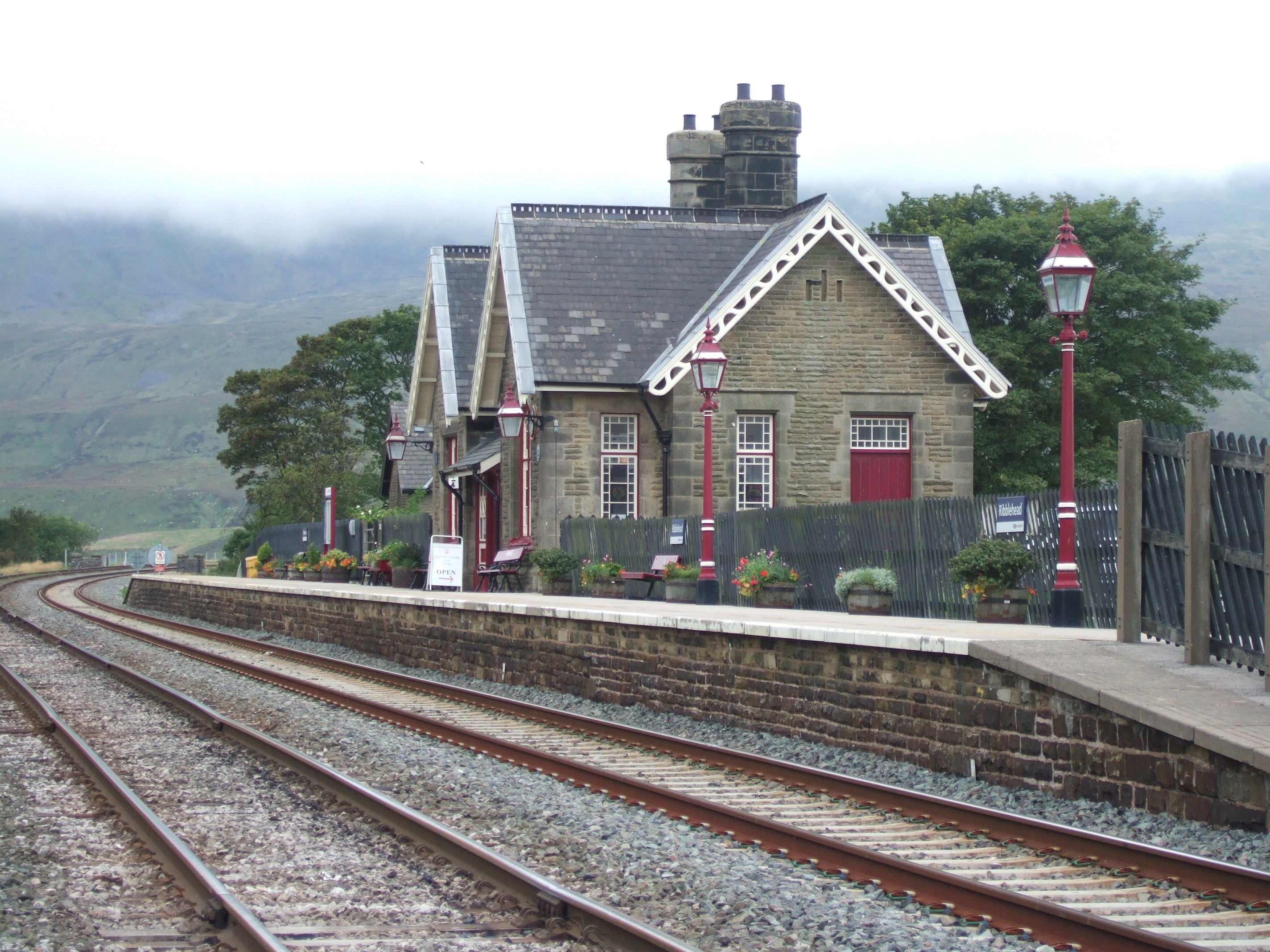
Bahnhof Ribblehead

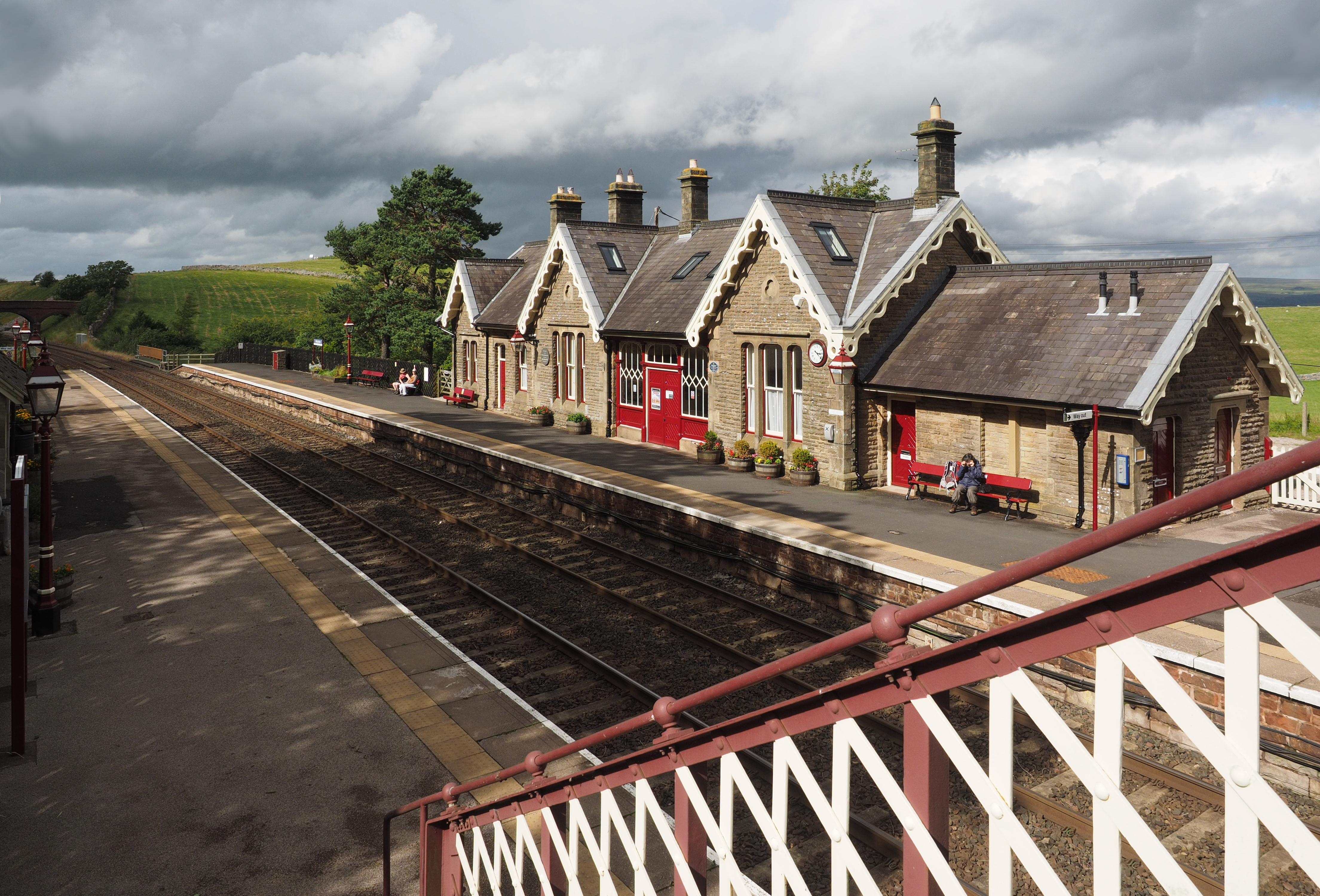
Bahnhof Kirkby Stephen

Auf der Settle–Carlisle Line besteht heute wieder reger Betrieb, möglicherweise mehr als jemals zuvor in ihrer Geschichte. Wegen Überlastung der West Coast Main Line benutzen wieder viele Güterzüge die Strecke. Kohle wird vom Kohlenterminal Hunterston (Schottland) zu den Kraftwerken in Yorkshire transportiert und Gips vom Kraftwerk Drax zur Fabrik der British Gypsum bei Kirkby Thore. Um die Strecke für so schweren Güterverkehr zu ertüchtigen, waren umfangreiche Bauarbeiten erforderlich. Weitere Investitionen zielten eine Verkürzung der Blockabschnitte an. Der Nahverkehr nahm zu, und acht der 1970 geschlossenen kleineren Stationen wurden 1986 wieder geöffnet. Im Bahnhof Ribblehead gibt es ein Besucherzentrum. Die Strecke ist weiterhin eine wichtige Umleitungsroute bei Bauarbeiten an der West Coast Main Line. Da sie jedoch nicht elektrifiziert ist, müssen elektrische Züge wie die Pendolinos von einer Diesellok (meist eine Baureihe 57) gezogen werden.
Expresszüge wurden jedoch nicht wieder eingeführt. Ab 1999 gab es zwar zweimal täglich durchgehende Züge Leeds–Glasgow, die von Arriva Trains Northern angeboten wurden und Zwischenhalte in Settle, Appleby, Carlisle, Lockerbie und Motherwell einlegten. Diese mussten jedoch auf Anordnung der Strategic Rail Authority im Jahre 2003 eingestellt werden. Heute gibt keine direkte Verbindung nach Glasgow über diese Strecke. Durchgehende Züge von Lancashire werden heute nur noch an Sonntagen im Sommer als DalesRail-Fahrten angeboten.

### Streckensperrung 2016/2017
Die Strecke wurde bei Eden Brows zwischen Appleby und Carlisle im Februar 2016 nach Regenfällen durch einen Erdrutsch mit einem Volumen von fast 500.000 Tonnen um 2,5 m abgesenkt. Für die Wiederherstellung der Strecke werden 3000 t Beton und 2000 m Stahlstäbe zur Stabilisierung verbaut. Die Kosten des Projekts belaufen sich auf 23 Millionen britische Pfund. Der Bahnverkehr wurde nach dem Erdrutsch auf der gesamten Strecke eingestellt und ein Busersatzverkehr eingerichtet. Im Februar 2017 konnte der Eisenbahnbetrieb zwischen Appleby und Skipton wieder aufgenommen werden. In der ersten Woche der Wiedereröffnung wurden im regulären Fahrplan 12 Verbindungen eingesetzt, die von einer LNER Peppercorn Class A1 60163 Tornado Dampflok gezogen wurden. Es ist der erste fahrplanmäßige Einsatz einer Dampflok seit 50 Jahren im Vereinigten Königreich. Die Strecke zwischen Appleby und Carlisle soll planmäßig am 31. März 2017 wieder eröffnet werden.